# Laurent Mauduit
Pour les articles homonymes, voir Mauduit.
 (janvier 2023).
Il peut être nécessaire de l'améliorer pour respecter le principe de neutralité de point de vue. Veuillez consulter la page de discussion pour plus de détails.

Laurent Mauduit est un écrivain et journaliste d'investigation français spécialisé dans les affaires économiques, et la politique économique et sociale. Il travaille pour le journal en ligne Mediapart, dont il est l'un des cofondateurs.

## Biographie

### Enfance et formation
Arrière-petit-fils du médiéviste, académicien et administrateur du Collège de France, Joseph Bédier, petit-fils de Roger Mauduit, mort le 17 février 1944 à Buchenwald, et fils de Bertrand Mauduit qui a passé presque deux ans dans le même camp de concentration en Allemagne, pour faits de résistance,,, Laurent Mauduit est étudiant en hypokhâgne et khâgne au lycée Chateaubriand de Rennes, puis en première année à l'institut d'études politiques de Grenoble et en deuxième année à l'Institut d'études politiques de Paris, dont il est diplômé en juin 1974.

### Engagement militant
Militant de l'Union nationale des étudiants de France (Unef-Soufflot), il est le secrétaire général du syndicat étudiant en 1975,. En 1978, il devient journaliste à Informations ouvrières, qui est à l'époque le journal de l'Organisation communiste internationaliste (OCI), la formation trotskiste d'obédience lambertiste, dont il est membre de 1972 jusqu'en 1986. Longtemps plus tard, il consignera ses souvenirs de cette époque dans un livre Trotskisme, histoires secrètes, co-écrit avec Denis Sieffert, ex-lambertiste lui aussi et directeur et éditorialiste du magazine Politis, dans lequel les deux auteurs font grief à l'un de leurs anciens camarades, Jean-Luc Mélenchon,, d'avoir ultérieurement préempté le legs politique et culturel du lambertisme.

### Carrière de journaliste
Journaliste au Quotidien de Paris (1979), puis à l'Agence centrale de presse (1979-1984), à La Tribune de l'économie (1984-1990), il devient ensuite chef du service économique de Libération (1991-1994) avant d'entrer au Monde fin 1994. Au sein de ce quotidien, il est chargé de la politique économique française (1995-1999), puis devient rédacteur en chef du service Entreprises (2001-2003), directeur adjoint de la rédaction (2003-2005) et enfin éditorialiste (2006).
Figurant en 2005 parmi les rares journalistes qui se prononcent publiquement contre l'entrée du groupe Lagardère au capital du journal, il quitte Le Monde, en décembre 2006, dénonçant la censure de l'un de ses articles à propos des Caisses d'épargne[source secondaire nécessaire] et la mise en place fin 2005 du concept de journalisme de validation plutôt que celui d'investigation,,,. A l’époque, la direction du Monde a démenti ces accusations de censure.
Il cofonde le site d'information Mediapart en 2008 avec François Bonnet, Gérard Desportes et Edwy Plenel.
Auteur d'une enquête sur Alain Minc, qu'il réalise peu après son départ du journal Le Monde et qu'il présente comme l'un des symboles du capitalisme de connivence à la française, Laurent Mauduit a aussi écrit deux essais sur l'indemnisation record de Bernard Tapie en juillet 2008 par un arbitrage privé censé clôturer l'affaire Adidas. Publié seulement quelques mois après la décision des trois arbitres, le premier de ces deux essais dénonce les premières irrégularités qui auraient affecté la procédure. Paru en octobre 2013, le second détaille les avancées de l'enquête policière et les raisons pour lesquelles la justice a mis en examen de nombreuses personnalités impliquées dans l'histoire pour escroquerie en bande organisée. Il a également coécrit avec le réalisateur Thomas Johnson un documentaire, Tapie et la République - Autopsie d'un scandale d'État, qui s'applique à montrer en quoi cette affaire révèle l'opacité du capitalisme français et les très nombreux dysfonctionnements de notre démocratie et de la justice. Ce documentaire a reçu le prix du public au Festival international du grand reportage d'actualité et du documentaire de société, en avril 2016. Pour ces deux ouvrages et ce documentaire, Laurent Mauduit a reçu l'un des prix « éthiques » décernés pour 2016 par l'association anti-corruption Anticor.
Outre ces enquêtes, il a publié un essai Les Imposteurs de l'économie qui présente les conclusions d'une enquête sur les conflits d’intérêts d'économistes français. L'auteur y dénonce aussi les financements privés de la recherche en économie et de l'enseignement de l'économie dans les universités et les écoles privées, ainsi que ce qu'il appelle « la pensée unique » (le néolibéralisme),,, dont il dénonce les appointements par la finance. Cet ouvrage a reçu plusieurs critiques négatives quant à son contenu et la méthode employée.
Il est l'auteur de plusieurs livres sur la gauche française. Coécrits avec Gérard Desportes, les deux premiers, La Gauche imaginaire et L'Adieu au socialisme, dénoncent l'impuissance croissante des socialistes français, à l'époque du gouvernement de Lionel Jospin, de 1997 à 2002, face à la montée en puissance en France du capitalisme anglo-saxon. Sous le titre L’horreur imaginaire, François Hollande, à l’époque premier secrétaire du Parti socialiste, avait vivement répliqué au premier essai, à la faveur d’un point de vue publié par le journal Le Monde, en date du 17 septembre 1999. Tirant le bilan de la première année du quinquennat du président François Hollande, le troisième essai, L'Étrange Capitulation, s'inspire de l'essai de l'historien Marc Bloch, L'Étrange Défaite, pour argumenter que les socialistes ont rendu les armes le jour même où ils ont accédé au pouvoir en 2012, et ont poursuivi, à quelques symboles près, la politique économique et sociale de Nicolas Sarkozy[source secondaire nécessaire].
Dans un autre, À tous ceux qui ne se résignent pas à la débâcle qui vient, publié en septembre 2014, il poursuit la chronique de ce qu'il appelle un « naufrage socialiste ». Mais il s'applique aussi à démontrer que ce « naufrage de la gauche » est aussi le « naufrage d'une génération », celle qu'il a connue dans sa jeunesse, avec pour têtes de proue des personnalités comme Jean-Christophe Cambadélis, Jean-Marie Le Guen ou encore Manuel Valls.
Il publie, en outre, en septembre 2016, un livre d'enquête, Main basse sur l'information, sur l'état de la presse et des médias en France. Ce livre a reçu le 17 mars 2017 le prix des Assises du journalisme, dans la catégorie « Journalisme »[source secondaire nécessaire]. L’association de critique des médias Acrimed salue le livre mais avec une réserve, estimant qu’il constitue « une prise de conscience salutaire, aussi tardive soit-elle ».
Il est parmi les membres de la rédaction de Mediapart qui reçoivent et interrogent le candidat à la présidence de la République Emmanuel Macron le 2 novembre 2016[source secondaire nécessaire].
Il est également l'auteur, en septembre 2018, de La Caste, une enquête sur l'oligarchie de la haute fonction publique française qui, selon l'auteur, a fait une OPA sur la vie des affaires grâce au « hold up à son profit » des privatisations, et sur le pouvoir politique, « par le jeu des pantouflages ou de rétropantouflages », parvenant même à porter l'un des siens jusqu'au sommet de l’État,. Rappelant les combats conduits depuis deux siècles, le plus souvent perdus, pour que la République dispose d'élites publiques adhérant à ses valeurs, l'essai se prononce pour une suppression de l’École nationale d'administration et de l'Inspection générale des finances. Avant même que le livre ne paraisse, l'auteur a été entendu sur ces questions le 17 mai 2018 par la commission d'enquête du Sénat sur les mutations de la haute fonction publique.
En 2019, Laurent Mauduit prend position sur la question des lanceurs d'alerte au travers de ses articles dans Médiapart[source secondaire nécessaire], ou d'un édito dans le Grand Matin Sud Radio[source secondaire nécessaire]. Il intervient à ce sujet dans le colloque « Protéger les lanceurs d’alerte : un défi européen » organisé par le Défenseur des droits aux côtés d'Antoine Deltour. Il siège au conseil d'administration de la Maison des Lanceurs d'Alerte, association créée en 2018 pour soutenir et améliorer la protection des lanceurs d'alerte en France[source secondaire nécessaire].
Enfin, il publie en 2020 Prédations – Histoire des privatisations des biens publics. Dans cet ouvrage, qui dresse un bilan sévère des privatisations qui ont eu lieu en France depuis 35 ans, il révèle en particulier que le banquier d’affaires David Azéma a caché à la Commission de déontologie de la fonction publique en juin 2014 que l’Agence des participations de l'État, dont il était à l’époque le directeur, avait fait appel à trois banques dont Bank of America Merril Lynch pour la privatisation partielle de GdF Suez, établissement vers lequel il souhaitait pantoufler. À la suite de ces révélations, le ministre des Finances, Bruno Le Maire a fait une saisine de la Haute Autorité pour la transparence de la vie publique le 29 octobre 2020[source secondaire nécessaire]. Selon l'auteur, le parquet national financier a ouvert par la suite, en janvier 2021, une enquête préliminaire visant David Azéma[source secondaire nécessaire]. A l'instar de Wansquare, plusieurs publications financières ont par la suite évoqué l'affaire.

## Enquêtes sur la Fédération française de tennis
Coprésident d’un club de tennis en Bretagne, Laurent Mauduit a réalisé sur Mediapart de nombreuses enquêtes sur les soupçons de détournements de billets de Roland Garros ou de corruption qui ont éclaboussé plusieurs présidences successives de la Fédération française de tennis, dont celle de Gilles Moretton,. A ce titre, le journaliste a été entendu le 21 novembre 2023 par la Commission d’enquête constituée à l’Assemblée nationale pour identifier les dysfonctionnements des fédérations sportives françaises,. De son côté, Gilles Moretton a vivement réfuté les accusations le visant.

## Vie privée
Il est marié à Marie-Noëlle Brouaux Mauduit, ancienne associée de Euro RSCG C&O (de 1999 à 2012), ex-directrice de la communication de Carrefour(de 2013 à 2017) et présidente de MNBConseil depuis 2018.
Il n'a aucun lien familial avec Xavier Mauduit.

## Livres
- Histoire secrète des dossiers noirs de la gauche (en collaboration), Éditions Alain Moreau, 1986
- La Grande Méprise (avec Olivier Biffaud), Grasset, 1996
- La Gauche imaginaire et le nouveau capitalisme (avec Gérard Desportes), Grasset, 1999
- Voyage indiscret au cœur de l’État (en collaboration), Éditions Le Monde - Le Pré aux Clercs, 2000
- Les Stock-options (avec Philippe Jaffré), Grasset, 2002
- L’Adieu au socialisme (avec Gérard Desportes), Grasset, 2002
- Jacques le Petit, Stock, 2005
- Petits Conseils, Stock, 2007
- Sous le Tapie, Stock, 2008
- Les 110 propositions, 1981-2011 - Manuel critique à l'usage des citoyens qui rêvent encore de changer la vie (ouvrage collectif de la rédaction de Mediapart), Don Quichotte, 2011
- Les Imposteurs de l'économie : Les économistes vedettes sous influence, Paris, Éditions Gawsewitch, 2012, 259 p. (ISBN 9782350133225). 2ème édition : Pocket, 2012, 263 p,  (ISBN 9782266234078). Réédité dans une version augmentée et numérique en 2017 par les éditions Don Quichotte.
- L'Étrange Capitulation, Éditions Gawsewitch, 2013 - Réédité en version numérique en 2015 par les éditions Don Quichotte.
- Tapie, le scandale d’État, Stock, 2013.
- A tous ceux qui ne se résignent pas à la débâcle qui vient, Don Quichotte, 2014.
- Main basse sur l'information, Don Quichotte, 2016.
- La Caste. Enquête sur cette haute fonction publique qui a pris le pouvoir, Paris, La Découverte, septembre 2018.
- Prédations. Histoire des privatisations des biens publics, Paris, La Découverte, septembre 2020.
- Trotskisme, Histoires secrètes - De Lambert à Mélenchon (avec Denis Sieffert), Les petits matins, 2024.
- Vous ne me trouverez pas sur Amazon (Divergences, 2024)